# دوري آيسلندا الممتاز 1966
دوري آيسلندا الممتاز 1966 (بالآيسلندية: 1. deild karla í knattspyrnu 1966) هو الموسم 55 من  دوري آيسلندا الممتاز. أقيم خلال الفترة 30 مايو 1966 وحتى 2 أكتوبر 1966، والذي يشرف على تنظيمه اتحاد آيسلندا لكرة القدم، وكان عدد الأندية المشاركة فيه  6، وفاز فيه نادي فالور.